# Propionitril
A propionitril, más néven etil-cianid vagy propánnitril az alifás nitrilek közé tartozó szerves vegyület, képlete CH3CH2CN. Színtelen, vízoldható folyadék. Oldószerként és más szerves vegyületek előállításához használják.

## Előállítása
Iparilag főként akrilnitril hidrogénezésével állítják elő, de propanol (vagy akár propionaldehid) ammoxidálásával is gyártják:
CH3CH2CH2OH  +  O2  +  NH3   →   CH3CH2CN  +  3 H2O
Az akrilnitril adiponitrillé történő elektrodimerizálása során melléktermékeként keletkezik.
Laboratóriumban propionamid dehidratálásával, akrilnitril katalitikus redukciójával vagy etil-szulfát és kálium-cianid desztillációjával is előállítható.

## Felhasználása
Az acetonitrilhez hasonló, de kicsit magasabb forráspontú oldószer. Hidrogénezéssel propil-aminok állíthatók elő belőle. 

## Biztonságtechnikai adatok
Enyhén mérgező, LD50 értéke 230 mg/kg (patkánynak szájon át adva). Ismert teratogén, mivel szervezetbeli lebontása során cianid szabadul fel.
1979-ben a dél-karolinai Beaufort városában levő Kalama (Vega) üzemben robbanás történt a propánnitril gyártása során, melyet akrilnitrilből gyártottak nikkellel katalizált redukcióval.

## Fordítás
Ez a szócikk részben vagy egészben  a   Propionitrile című angol Wikipédia-szócikk ezen változatának fordításán alapul.  Az eredeti cikk szerkesztőit annak laptörténete sorolja fel. Ez a jelzés csupán a megfogalmazás eredetét és a szerzői jogokat jelzi, nem szolgál a cikkben szereplő információk forrásmegjelöléseként.